# Belém do Brejo do Cruz (ort)
Belém do Brejo do Cruz är en ort i Brasilien.   Den ligger i kommunen Belém do Brejo do Cruz och delstaten Paraíba, i den östra delen av landet, 1 600 kilometer nordost om huvudstaden Brasília. Belém do Brejo do Cruz ligger 184 meter över havet och antalet invånare är 8 777.
Terrängen runt Belém do Brejo do Cruz är platt.Närmaste större samhälle är Brejo do Cruz, 18,2 kilometer söder om Belém do Brejo do Cruz.
Omgivningarna runt Belém do Brejo do Cruz är huvudsakligen savann. Runt Belém do Brejo do Cruz är det glesbefolkat, med 9 invånare per kvadratkilometer.